# ان‌جی‌سی ۵۵۵۷
ان‌جی‌سی ۵۵۵۷ (انگلیسی: NGC 5557) یک کهکشان بیضی شکل در صورت فلکی گاوران است. این کهکشان در ۱ مه ۱۷۸۵ توسط ویلیام هرشل کشف شد.